# Direkte Demokratie in Hamburg
Die Direkte Demokratie in Hamburg umfasst eine Reihe von politischen Instrumenten mit deren Hilfe die wahlberechtigte Bevölkerung unmittelbar an der Gesetzgebung des Landes sowie an der Verwaltung der Bezirke mitwirken kann. Sie ergänzen die bestehenden Instrumente der repräsentativen Demokratie (Indirekte Demokratie), also die Wahl von Volksvertretern in die Hamburgische Bürgerschaft, bzw. in die Bezirksversammlungen.

## Gesetzliche Bedingungen
Die rechtlichen Grundlagen der direkten Demokratie auf Landesebene finden sich in den Artikeln 48 und 50 der Verfassung sowie im Gesetz zu Volksinitiative, Volksbegehren und Volksentscheid. Die direkte Demokratie in den Hamburger Bezirken ist im § 32 des Bezirksverwaltungsgesetzes geregelt.
Die Verfassungsartikel in ihrer gültigen Fassung wurden 1996 infolge der mehrjährigen Arbeit einer Enquete-Kommission für eine Verfassungsreform beschlossen. Die Möglichkeit, auf direktdemokratischen Weg auf die Gesetzgebung und die Verwaltung der Bezirke Einfluss zu nehmen, wurde damit nach Gründung der Bundesrepublik Deutschland erstmals wieder in die Landesverfassung aufgenommen. Zwischen 2004 und 2007 kam es zu heftigen politischen Auseinandersetzungen in Hamburg um die Ausgestaltung der Direkten Demokratie auf Landesebene, die in zwei Verfassungsänderungen resultierte. Während 2005 die CDU mit damals absoluter Mehrheit die direktdemokratischen Instrumente mit einer Reihe von Änderungen einschränkte, kam es 2007 zu einer weiteren Verfassungsänderung, bei der bis auf kleine redaktionelle Änderungen der Status quo ante wiederhergestellt wurde.

## Instrumente der direkten Demokratie auf Landesebene
Auf Landesebene kennt Hamburg fünf Instrumente mit denen die wahlberechtigte Bevölkerung unmittelbar auf den Gesetzgebungsprozess einwirken kann:
- Volkspetition
- Volksinitiative
- Volksbegehren
- Volksentscheid
- Fakultatives Referendum

Während die Volkspetition als Instrument für sich alleine steht, bauen Volksinitiative, Volksbegehren und Volksentscheid in einem dreistufigen Verfahren aufeinander auf. Das fakultative Referendum ermöglicht es der Bevölkerung, einen Volksentscheid über ein Gesetz zu erwirken, wenn dies zuvor bereits in einem Volksentscheid beschlossen worden war und anschließend von der Hamburgischen Bürgerschaft geändert wurde. Hamburg ist das einzige Bundesland in Deutschland, dass über ein fakultatives Referendum verfügt.

## Instrumente der direkten Demokratie auf Bezirksebene
Auf Bezirksebene kennt Hamburg zwei aufeinander aufbauende Instrumente mit denen die wahlberechtigte Bevölkerung unmittelbar auf die bezirkliche Politik einwirken kann:
- Bürgerbegehren
- Bürgerentscheid

### Gesetze und Verordnungen
- Artikel 48 und 50 der Verfassung der Freien und Hansestadt Hamburg
- Gesetz zu Volksinitiative, Volksbegehren und Volksentscheid (Abstimmungsgesetz)
- § 32 des Bezirksverwaltungsgesetzes

### Weitere Nachweise
1. ↑  Gesetz zu Volksinitiative, Volksbegehren und Volksentscheid